# Промяната
Промяната (стилизирано като „ПРОМЯНАТА“) е инициатива, организирана от Нова Броудкастинг Груп в партньорство с фондация Reach for Change България. Целта ѝ е да се подкрепят социално насочени проекти на предприемачи. Очакваният резултат е трайно подобрение на живота на българските деца и младежи (до 24 години).
Фондация Reach for Change e глобална неправителствена организация, чиято мисия е да отключи силата на предприемачеството и иновациите, за да създаде по-добър живот за децата и младежите. Създадена през 2010 г. в Швеция в партньорство между успешни социални предприемачи и бизнеса, днес фондацията работи в 15 държави в Европа, Азия и Африка и е подкрепила над 1000 социални предприемачи. В България Reach for Change оперира от 2014 г. насам. 
За постигане целите на инициативата, ежегодно, от 2014 г., се организира едноименния конкурс „Промяната“, протичащ в три етапа.

## Етапи на конкурс „Промяната“

### 1. Конкурс „Промяната“
В този етап кандидатстват проекти на юридически лица с нестопанска цел и физически лица. Проектите преминават през осем кръга, като се оценяват от служители на Нова Бродукастинг Груп, експерти на фондация Reach for Change, специалисти и експерти от различни сфери, публични институции, предприемачи и НПО. Проектите трябва да са насочени към реалното разрешаване на проблем, засягащ значим брой деца в България. Решението трябва да води към съществено подобряване на живота на децата, както и да има потенциала да се развива като устойчив бизнес модел. В края на този етап, най-добрите 10 – 15 проекта печелят място в следващия етап на конкурса – „Акселератора“.

### 2. Акселератор на „Промяната“
На този етап, най-добрите проекти получават възможност да развият проектите си с помощта на двумесечна безплатна обучителна програма. В рамките на осем модула специалисти помагат на кандидатите да подобрят проекта си по отношение на бизнес и финансовите планове, стратегията за развитие и презентационните си умения.
Само петима от кандидатите, преминали през Акселератора и избрани с интервю, получават място в следващия кръг – Инкубатора на Промяната.

### 3.	Инкубатор на „Промяната“
Победителите се определят с онлайн-гласуване. Тримата от тях, които получат най-много гласове, продължават към последния етап на конкурса – среща с Детското и Възрастното жури на Промяната. За да популяризира инициативата и да привлече участници в гласуването, Нова Броудкастинг Груп организира няколкоседмична медийна кампания. Всеки от финалистите получава свое промо-видео, а информацията за тях и проектите им се разпространява в медиите на групата.
Петимата финалисти в конкурса, спечелили място в Инкубатора, ползват финансова и нефинансова подкрепа за проектите си за период между 1 и 5 години.
Класиралият се на първо място, получава 30 000 лева, които може да употреби за проекта си по свое решение. Следващите двама събрали най-много гласове в етапа на онлайн гласуване получават по 15 000 лв.
Предприемачите, които остават в Инкубатора след първата година, може да получат допълнително финансиране в размер от 5000 до 10 000 лв., в зависимост от нивото, до което е стигнал проекта и нуждите от финансирането му. Решението за реинвестиция се взима от организаторите на конкурса.
Нефинансовата подкрепа за участниците в Инкубатора включва обучения, индивидуални консултации от страна на експерти от Reach for Change България, а специалисти от Нова Броудкастинг Груп им оказват помощ с бизнес познания и стратегически съвети. Освен това предприемачите получават достъп до мрежата на Промяната – корпоративни партньори, които са потенциални инвеститори или донори. Дейността им се отразява от медиите на Нова Броудкастинг Груп, което ги прави видими за евентуални партньори, клиенти или доброволци.

## Финалисти и победители[5]

### Промяната 2014/2015
- Враца Софтуер Общество – победител
- LoveGuide
- Сдружение „Конна терапия“
- Социалната чайна
- Иван Благоев

### Промяната 2015/2016
- Фондация „Заслушай се“ – победител
- Сдружение „Ре-Акт“
- Фондация „Здраве и социално развитие“ HESED
- Сдружение „Онкоболни и приятели“
- Спортен клуб „Twisted Jiu Jitsu“

### Промяната 2016/2017
- Географ.бг – победител
- ParaKids – победител
- Сдружение „Метаморфози“
- Фондация „АСИСТ – помагащи технологии“
- Живот със Синдром на Даун

### Промяната 2017/2018
- Оле мале – победител
- Маргаритка
- Сингъл степ
- Живот на килограм

### Промяната 2018/2019
- RockSchool – победител
- Книговище
- За храната
- Carrot
- Технократи

## Награди за инициативата
За своя принос в развитието на благотворителността и за иновативния си подход, инициативата „Промяната“ е получила множество награди, сред които:
- Голямата награда на Българския форум на бизнес лидерите за „Инвеститор в обществото“ (2015 г.)[6];
- Наградата на Министерство на труда и социалната политика за „Социална иновация, свързана със социално включване“ (2016 г.)[7];
- Награда от Национална мрежа за децата за „Кампания и социална иновация“ (2016 г.)[8]
- Награда за „Най-устойчива дарителска кампания“ на Български дарителски форум“ (2016 и 2017 г.)[9];
- Награда за „Доброволческа инициатива“ на фондация „Лале“ и Национален алианс за работа с доброволци (2017 г.)[10];
- Първо място в категория „Кампания, реализирана от вътрешен ПР отдел“ на наградите на Българска асоциация на ПР агенциите (2018 г.)[11].